# Raionul Savrani, județul Balta
Raionul Savrani a fost unul din cele șapte raioane ale județului Balta din Guvernământul Transnistriei între 1941 și 1944.

## Localități
- Savran